# Žolt Der
Žolt Der (in ungherese Zsolt Der; Subotica, 25 marzo 1983) è un ex ciclista su strada serbo naturalizzato ungherese, attivo a livello UCI dal 2005 al 2018.

## Palmarès
- 2005 (Team Nippo, una vittoria)

Campionati serbomontenegrini, Prova in linea Under-23
- 2006 (Team Endeka, tre vittorie)

4ª tappa Tour de Serbie (Kopaonik > Vranjska Banja)
Campionati serbomontenegrini, Prova a cronometro (Beranovac > Kraljevo)
Balkan Championships, Prova a cronometro Novi Pazar
- 2007 (P-Nivo, sette vittorie)

Beograd-Banja Luka II
5ª tappa Presidential Cycling Tour of Turkey (Fethiye > Finike)
7ª tappa Presidential Cycling Tour of Turkey (Antalya > Alanya)
5ª tappa Tour de Serbie (Vrnjačka Banja > Soko Banja)
Campionati serbomontenegrini, Prova in linea
GP Betonexpressz 2000
- 2008 (Centri della Calzatura, due vittorie)

3ª tappa Tour of Chalkidiki (Ouranoupoli > Neos Marmaras)
5ª tappa Tour de Serbie (Kuršumlija > Vranje)
- 2009 (Centri della Calzatura, due vittorie)

Campionati serbi, Prova in linea
Classifica generale GP Cycliste de Gemenc
- 2010 (Partizan Srbija, otto vittorie)

Delta Bike Tour
Mayor Cup
Campionati serbi, Prova in linea
Classifica generale Generalni Plasman Liga
Memorial Milana Milićevića
3ª tappa Vuelta a Bolivia (Buena Vista > Villa Tunari)
6ª tappa Vuelta a Chiapas (Teopisca > Comitán de Domínguez)
7ª tappa Vuelta a Chiapas (Tuxtla Gutiérrez > Tuxtla Gutiérrez)
- 2011 (Radnički Kragujevac, cinque vittorie)

2ª tappa, 2ª semitappa Tour of Greece (Prevesa > Missolungi)
Beograd-Čačak
Campionati serbi, Prova in linea
Campionati serbi, Prova a cronometro
Tour of Vojvodina II

### Altri successi
- 2007 (P-Nivo)

Criterium Országos Szezonnyitó
- 2009 (Centri della Calzatura)

Apatinske Ribarske Večeri
- 2010 (Partizan Srbija)

Velika Nagrade Čubure
- 2011 (Radnički Kragujevac)

Velika Nagrada Novog Sad

## Piazzamenti

### Competizioni mondiali
- Campionati del mondo

Hamilton 2003 - In linea Under-23: ritirato
Verona 2004 - Cronometro Under-23: 49º
Stoccarda 2007 - In linea Elite: ritirato
Varese 2008 - In linea Elite: ritirato
Mendrisio 2009 - In linea Elite: ritirato
Melbourne 2010 - In linea Elite: 99º
Toscana 2013 - Cronosquadre: 33º
Ponferrada 2014 - Cronometro Elite: 55º